# Francisco de Ocampo y Felguera
Francisco de Ocampo Felguera (Villacarrillo; 1579-Sevilla; 28 de diciembre de 1639) fue un escultor castellano del barroco. 

## Biografía

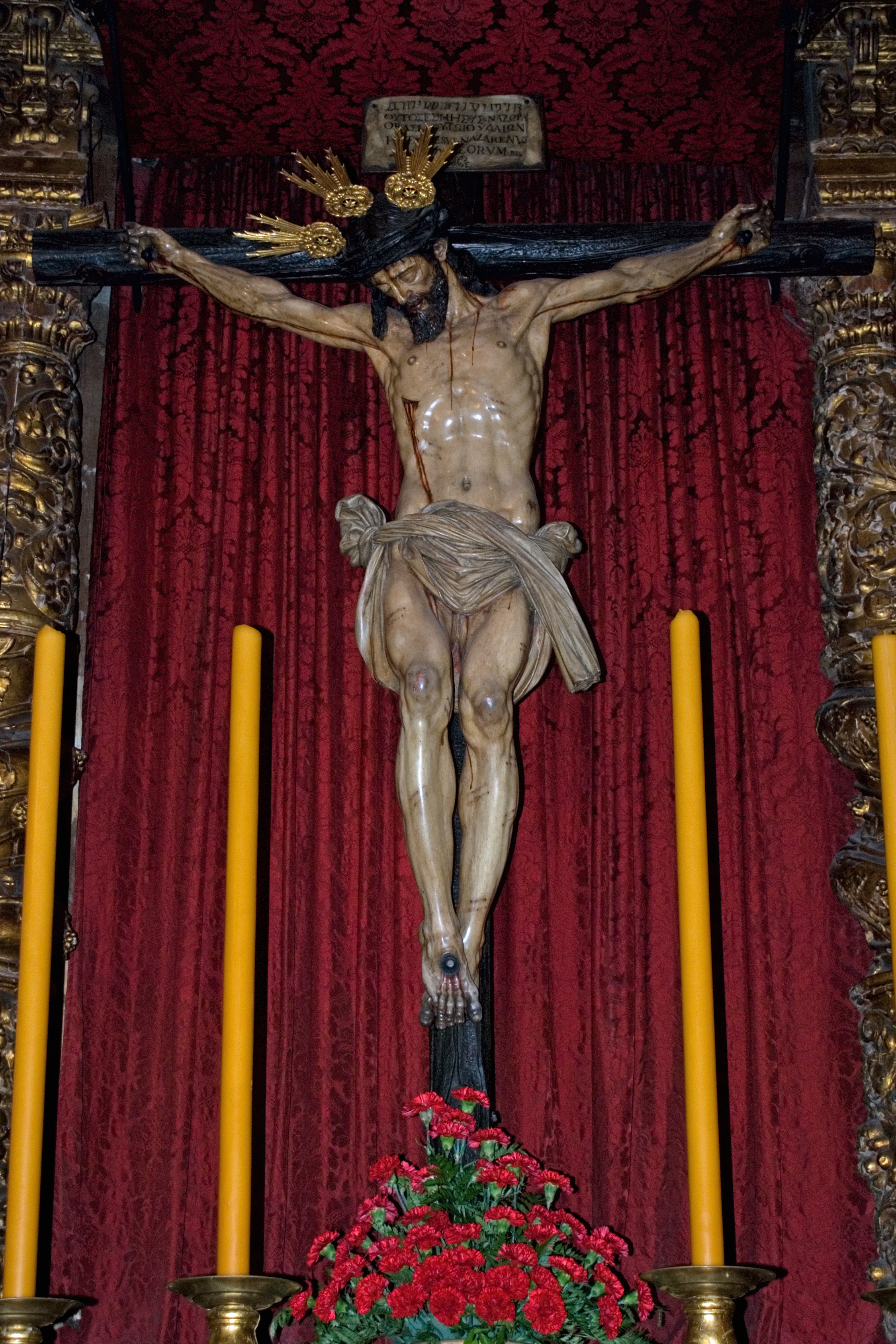
Imagen del Cristo del Calvario ejecutado por Francisco de Ocampo en 1612, Iglesia de Santa María Magdalena de Sevilla, constituye la imagen titular de la Hermandad del Calvario que procesiona durante la madrugda del Viernes Santo.

Francisco de Ocampo y Felguera nació en la localidad de Villacarrillo, Reino de Jaén, en el año 1579. Que esta ciudad fue la cuna natal de Francisco de Ocampo no ofrece la más mínima duda por un documento, fechado en 1633, en el que se otorgaba poder suficiente a su cuñado y a su hermana, Ana de Salazar, para poder vender los bienes que su padre les había legado a ambos como herencia. En esta escritura se dice por el propio Ocampo su pertenencia al obispado de Jaén, término de Villacarrillo.
Fueron sus padres Fernán González de Felguera y María Inés de Tablada, si bien y siguiendo una costumbre establecida con carácter general en aquella época, Francisco recibió el apellido primero de su abuelo y el segundo de su padre, Felguera, renunciando al de su madre, de Tablada.
Francisco fue el primero de los hijos habidos del matrimonio, recibiendo las aguas bautismales en la Iglesia Parroquial de la Asunción, sin que se pueda concretar la fecha exacta a causa de haber desaparecido los archivos parroquiales en 1936, durante la guerra civil española.
A los 14 años de edad (1593), Francisco de Ocampo, con toda la ilusión de su juventud, interés de aprender el arte de trabajar la madera y con la sana intención de alcanzar el éxito, se trasladó a Sevilla, donde residía su tío Andrés de Ocampo, en cuyo taller ingresa poniéndose bajo su protección e iniciándose en el aprendizaje artístico. No mucho tiempo después es admitido en el taller de Juan de Oviedo y de la Bandera, conocido como El Mozo, y más tarde en el de Juan Martínez Montañés, recibiendo de todos ellos sus influencias artísticas. El hecho de ingresar en el taller de su tío no impidió que tuviera que formalizar el preceptivo contrato de aprendizaje en el que se establecían las cláusulas en las que figuraban los derechos y obligaciones a los que cada uno se comprometía.
En el año 1600, Francisco de Ocampo, después de permanecer siete años como aprendiz, obtuvo el título que le capacitó para ejercer el oficio, y al igual que otros aprendices tuvo que realizar dos esculturas distintas para obtener el título que le permitiera independizarse y abrir taller propio: una desnuda para poder comprobar sus conocimientos anatómicos y otra vestida para apreciar la forma de realizar los plegados de vestidos, túnicas, capas, etc.
Su afán, no solo por adquirir más conocimientos artísticos sino también por perfeccionarlos, lleva al escultor a no abrir su propio taller pues decide, con la anuencia y el consentimiento de Juan de Oviedo ingresar en su taller, ya con la categoría de oficial y en el que Ocampo cobraba la cantidad de 1296 reales en concepto de honorarios.
El 4 de marzo de 1602, Ocampo contrae su primer matrimonio con Lorenza Ponce, hija de Salvador Campos, pintor de profesión y de Inés de Ponce. De este primer matrimonio nacieron tres hijos, Francisco, Fernando y Salvador.
En el año 1603 Francisco de Ocampo inicia de forma independiente su producción artística, ejecutando su primera obra documentada: una imagen de San Nicolás de Tolentino, encargo del pintor Blas Gutiérrez —vecino de la localidad de Écija—, recibiendo a partir de esta fecha un importante número de encargos que va realizando a lo largo de los años. De estos años se pueden citar 1611 y 1614, en los que esculpe la magnífica talla del Cristo del Calvario, la de San Ángelo para el convento de San Alberto de Sevilla y el retablo e imagen de San Diego de Alcalá, para la Iglesia de San Francisco de la ciudad cordobesa de Palma del Río, por encargo de Fray Juan de la Barrera, franciscano del convento de Nuestra Señora de Aguas Santas. Los encargos aumentaron de tal manera que Ocampo se vio obligado en varias ocasiones a tener que cambiar su taller a distintas collaciones como la Magdalena, San Vicente, San Lorenzo —calle Tiros—, y San Martín —calle Pepino— y a admitir en el mismo a numerosos aprendices a los que les enseñó a esculpir la madera. De entre ellos se deben destacar a Francisco Cabrera y el que se supone el último de todos: Manuel Morales, de nacionalidad portuguesa, sin olvidar a otros como Juan de la Barrera y Hernando de las Casas.
El año 1632 es decisivo para la vida de Francisco de Ocampo, ya que el día 3 de marzo muere su esposa, Lorenza Ponce, si bien contrae años después nuevo matrimonio con Ana María, de la que se desconocen otros datos, como igualmente la fecha del mismo. En 1637, Ocampo realiza su última obra, la imagen de Santo Domingo penitente por encargo de Antonio de Salva, para la isla de La Palma, en el archipiélago canario.
Sintiéndose enfermo e intuyendo la cercanía de la muerte, Francisco de Ocampo otorga testamento en el año 1639 nombrando albacea testamentaria a su esposa y al pintor Baltasar Tintero. Este documento, que está datado con fecha 26 de diciembre de 1639, dice, entre otras cosas, lo siguiente: «Francisco de Ocampo, maestro escultor, vecino de la collación de San Martín, estando enfermo de cuerpo y fano de la voluntad hago y ordeno este mi testamento en la manera siguiente: Que mi cuerpo sea sepultado en la Iglesia de San Martín y entierro que tengo Declaro que yo case primeramente con Doña Lorenca Ponce ayer 37 años Declaro que yo me case segunda vez con Doña Ana María Declaro que deudo al Convento de monjas de San Clemente el Real De esta ciudad feiciebtos reales de resto de todas quantas hasta hoy Día mando fe le pague Nombro por mis albaceas testamentarios a Baltasar Quintero. Maestro pintor y a Doña Ana María, mi mujer. Nombro a mis universales herederos a Fernando de Ocampo, aufent en Yndia y a Salvador de Ocampo, mis hijos legítimos y de doña Lorenca Ponce, mi primera mujer».
El 28 de diciembre de 1639, el escultor fallecía en su domicilio sevillano de la collación de San Martín, donde vivía desde el mes de abril de 1631, siendo enterrado en la Iglesia del mismo nombre.
Entre sus discípulos más conocidos y prolíficos destacan Jacinto Pimentel y Pedro Nieto Montañés.

## Estilo
Como es lógico, su estilo propio viene heredado de la estética manierista y clasicista de Martínez Montañés, aunque también son apreciables en Ocampo, sobre todo al final, detalles de naturalismo y un realismo protobarroco similar a su compañero de aprendizaje Juan de Mesa pero mucho más reposado, sin apartarse demasiado del manierismo de Montañes.

## Obra

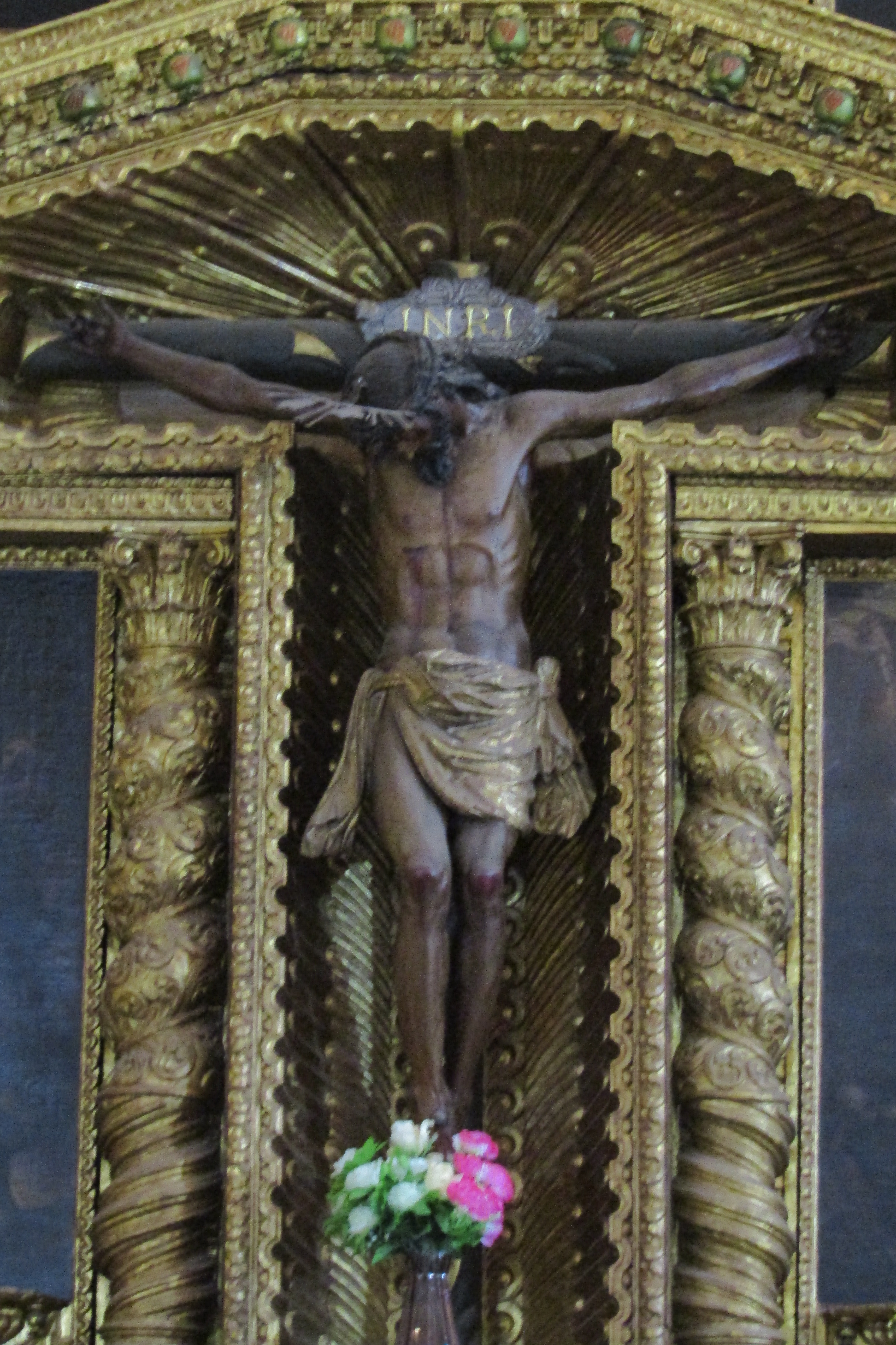
El cristo de la Catedral de la inmaculada Concepción fue realizado en por Ocampo y llevada a Honduras en 1620.

Realizó principalmente obras religiosas en madera, muchas de las cuales en Sevilla, España, ciudad en la que trabajó principalmente, pero hay imágenes atribuidas a su mano incluso en Badajoz o Canarias. Entre sus tallas documentadas se encuentran:
- Nuestro Padre Jesús Nazareno de Carmona (Sevilla). 1607.

- Retablo de Ntra. Señora del Rosario del convento de Santo Domingo, de Tunja (Colombia). 1608.

- Santísimo Cristo del Calvario, imagen titular de la Hermandad de El Calvario (Sevilla), quizás su obra más importante, realizado en 1612 y que se encuentra en la Iglesia de Santa María Magdalena (Sevilla).
- Altar de la Catedral de la Inmaculada concepción de Comayagua (Honduras). 1620.

- Nuestro Padre Jesús Nazareno de Arjona (Jaén) la talla fue finalmente quemada o destruida el 23 de julio de 1936 cuando en la Guerra Civil fue destruida la Iglesia de San Juan Bautista dónde se le daba culto. La imagen representaba un cristo casi caído con la Cruz al hombro en su tercera caída.

- San Andrés del Altar Mayor de la Iglesia del Hospital de Ntra. Sra. de la Paz (Sevilla), realizado en 1613.

- San José con el Niño Parroquia de Nuestra Señora de las Virtudes. Villamartín (Cádiz). 1622.

- Santa Catalina Iglesia de Santa María de las Nieves. Villanueva del Ariscal (Sevilla). 1634.

- Santa Inés que se conserva en el Convento de Santa Inés (Sevilla).

- Numerosas colaboraciones en mayor o menor medida en retablos y esculturas contratadas por Montañés, como en el Monasterio de San Isidoro del Campo de Santiponce (Sevilla) 1609-1613, en el Convento de Santa Clara (Sevilla) 1625-1639, en el Convento de San Leandro (Sevilla) 1621 y 1632, etc.

Algunas obras que se le atribuyen son:

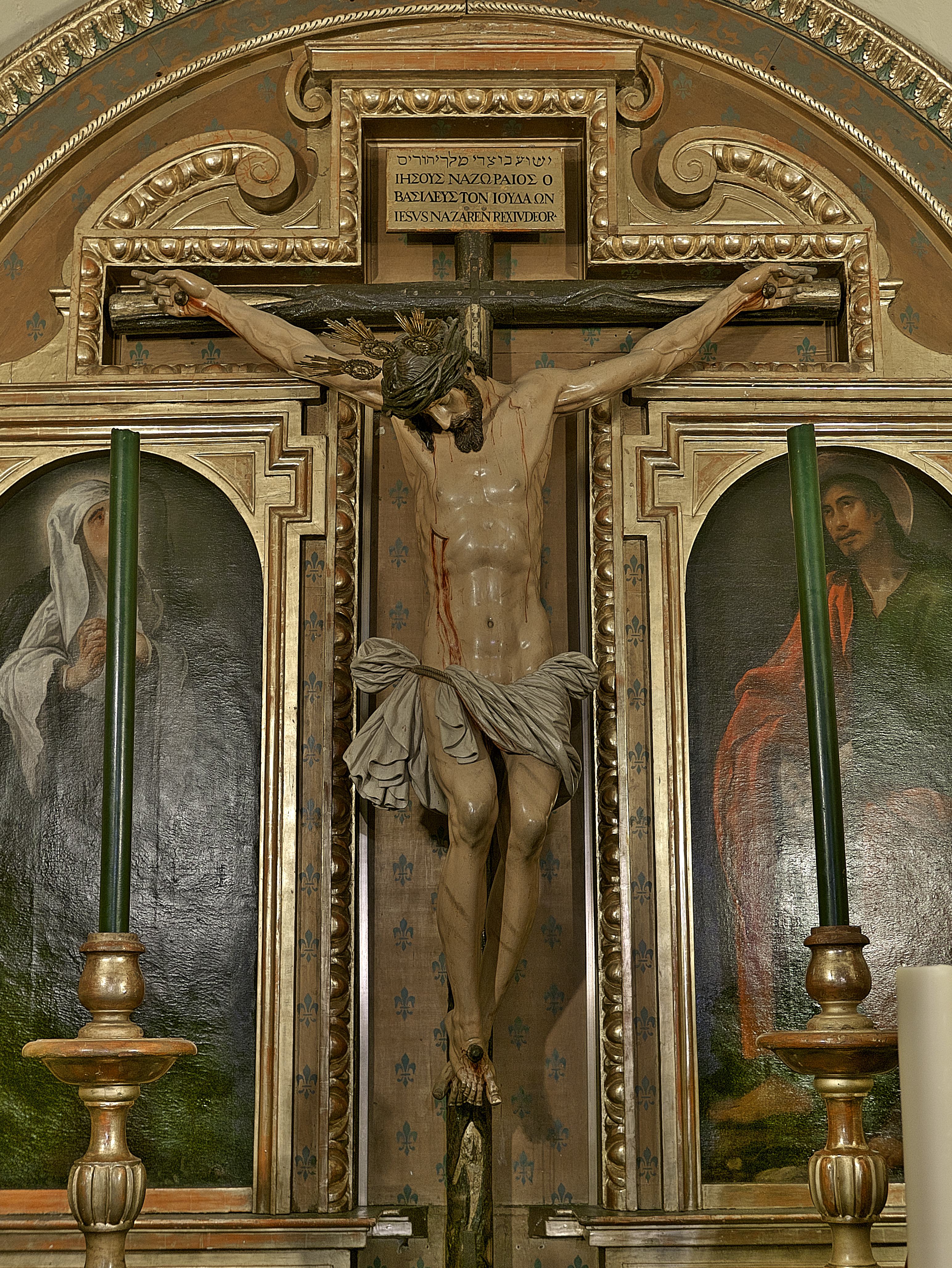
Santísimo Cristo de la Vera-Cruz, Sanlúcar de Barrameda

- Santísimo Cristo del Desamparo y Abandono de la Hermandad del Cerro (Sevilla).
- Dulce Nombre de Jesús  (Marchena ,Sevilla)

- Stmo. Cristo de la Vera Cruz de Sanlúcar de Barrameda, imagen casi gemela del anterior.

- Nuestro Padre Jesús de la Salud de la Hermandad de La Candelaria (Sevilla), Iglesia de San Nicolás de Bari (Sevilla), única imagen de talla completa de ese estilo que procesiona en Sevilla. Hoy en día algunos lo atribuyen a Matías de la Cruz.
- Santa Ana con la Virgen Niña de la Parroquia de la Purísima Concepción de Gilena (Sevilla), tallada en 1631 y llevada a Gilena en 1897 procedente de la iglesia de San Alberto (Sevilla), atribución documentada por el historiador Jorge Alberto Jordán Fernández.[2]

- Cristo Yacente de La Orotava (Tenerife).

- Santísimo Cristo del Humilladero de Azuaga (Badajoz).

- Cristo de la Misericordia (Los Silos, Tenerife) 1632.

- Cristo de Medinaceli (Madrid).

- Virgen de la Expectación o de la O de la Iglesia de Santiago, Castilleja de la Cuesta (Sevilla). 1616.

- San José con el Niño y Santa Ana con la Virgen niña de la Parroquia de Nuestra Señora de la Asunción de La Rambla (Córdoba).

- Ntro. Padre Jesús Nazareno de la Hermandad de El Silencio (Sevilla), aunque los últimos estudios la atribuyen a Gaspar de la Cueva, otro discípulo de Martínez Montañés. Fue realizada en 1609.

- Cristo de la Salud Hermandad de La Carretería (Sevilla), atribución tradicional aunque poco sustentada por sus características.

- Stmo. Cristo de la Buena Muerte de la Hermandad de los Gitanos, Iglesia de Santiago (Utrera).
- Ntro. Padre Jesús Nazareno de la Hermandad del Nazareno, Iglesia de Nuestra Señora de las Virtudes (Villamartín).